# Új sötét kor (album)
Az Új sötét kor a Nevergreen gothic-doom metal együttes negyedik nagylemeze. A Hammer Music gondozásában jelent meg 2000-ben. A CD-s változat dupla lemezre került, a másodikon bónusz számokkal. 2011-ben újra kiadták az Imperium Box negyedik lemezeként.
Az albumon egy földolgozás is helyet kapott, a Eurythmics Here Comes the Rain Again című száma.

## Számlista
| Új sötét kor 2001 HM | Új sötét kor 2001 HM      | Új sötét kor 2001 HM | Új sötét kor 2001 HM | Új sötét kor 2001 HM | Új sötét kor 2001 HM | Új sötét kor 2001 HM | Új sötét kor 2001 HM | Új sötét kor 2001 HM | Új sötét kor 2001 HM |
|                      | Cím                       | Hossz                |                      |                      |                      |                      |                      |                      |                      |
| -------------------- | ------------------------- | -------------------- | -------------------- | -------------------- | -------------------- | -------------------- | -------------------- | -------------------- | -------------------- |
| 1.                   | Én, az árnyék             | 03:59                |                      |                      |                      |                      |                      |                      |                      |
| 2.                   | Új sötét kor szívedben    | 03:18                |                      |                      |                      |                      |                      |                      |                      |
| 3.                   | Here Comes the Rain Again | 04:51                |                      |                      |                      |                      |                      |                      |                      |
| 4.                   | A kígyó vére              | 03:59                |                      |                      |                      |                      |                      |                      |                      |
| 5.                   | Sötét győzelem            | 04:10                |                      |                      |                      |                      |                      |                      |                      |
| 6.                   | A tested íze              | 04:34                |                      |                      |                      |                      |                      |                      |                      |
| 7.                   | Ha eljön a vég            | 03:17                |                      |                      |                      |                      |                      |                      |                      |
| 8.                   | Felragyog                 | 03:52                |                      |                      |                      |                      |                      |                      |                      |
| 9.                   | Káin                      | 05:32                |                      |                      |                      |                      |                      |                      |                      |
| 10.                  | Tűz jöjj velem            | 05:01                |                      |                      |                      |                      |                      |                      |                      |
| 42:33                |                           |                      |                      |                      |                      |                      |                      |                      |                      |

| Új sötét kor 2001 - Cedeum Bonus HM | Új sötét kor 2001 - Cedeum Bonus HM      | Új sötét kor 2001 - Cedeum Bonus HM | Új sötét kor 2001 - Cedeum Bonus HM | Új sötét kor 2001 - Cedeum Bonus HM | Új sötét kor 2001 - Cedeum Bonus HM | Új sötét kor 2001 - Cedeum Bonus HM | Új sötét kor 2001 - Cedeum Bonus HM | Új sötét kor 2001 - Cedeum Bonus HM | Új sötét kor 2001 - Cedeum Bonus HM |
|                                     | Cím                                      | Hossz                               |                                     |                                     |                                     |                                     |                                     |                                     |                                     |
| ----------------------------------- | ---------------------------------------- | ----------------------------------- | ----------------------------------- | ----------------------------------- | ----------------------------------- | ----------------------------------- | ----------------------------------- | ----------------------------------- | ----------------------------------- |
| 1.                                  | Én, az árnyék                            | 03:59                               |                                     |                                     |                                     |                                     |                                     |                                     |                                     |
| 2.                                  | Új sötét kor szívedben                   | 03:18                               |                                     |                                     |                                     |                                     |                                     |                                     |                                     |
| 3.                                  | Here Comes the Rain Again                | 04:51                               |                                     |                                     |                                     |                                     |                                     |                                     |                                     |
| 4.                                  | A kígyó vére                             | 03:59                               |                                     |                                     |                                     |                                     |                                     |                                     |                                     |
| 5.                                  | Sötét győzelem                           | 04:10                               |                                     |                                     |                                     |                                     |                                     |                                     |                                     |
| 6.                                  | A tested íze                             | 04:34                               |                                     |                                     |                                     |                                     |                                     |                                     |                                     |
| 7.                                  | Ha eljön a vég                           | 03:17                               |                                     |                                     |                                     |                                     |                                     |                                     |                                     |
| 8.                                  | Felragyog                                | 03:52                               |                                     |                                     |                                     |                                     |                                     |                                     |                                     |
| 9.                                  | Káin                                     | 05:32                               |                                     |                                     |                                     |                                     |                                     |                                     |                                     |
| 10.                                 | Tűz jöjj velem                           | 05:01                               |                                     |                                     |                                     |                                     |                                     |                                     |                                     |
| 11.                                 | Ősnemzés                                 | 04:25                               |                                     |                                     |                                     |                                     |                                     |                                     |                                     |
| 12.                                 | Öleljen a tűz                            | 04:43                               |                                     |                                     |                                     |                                     |                                     |                                     |                                     |
| 13.                                 | Lesz még hajnal                          | 04:48                               |                                     |                                     |                                     |                                     |                                     |                                     |                                     |
| 14.                                 | Forever (Mindörökké)                     | 04:08                               |                                     |                                     |                                     |                                     |                                     |                                     |                                     |
| 15.                                 | Hunger for blood (A szerelmed vágya vér) | 03:51                               |                                     |                                     |                                     |                                     |                                     |                                     |                                     |
| 16.                                 | No judgement (Ítélet nélkül)             | 04:38                               |                                     |                                     |                                     |                                     |                                     |                                     |                                     |
| 17.                                 | Ítélet nélkül                            | 04:38                               |                                     |                                     |                                     |                                     |                                     |                                     |                                     |
| 18.                                 | Sok beszéd, sok szó                      | 02:13                               |                                     |                                     |                                     |                                     |                                     |                                     |                                     |
| 19.                                 | Ámok                                     | 04:41                               |                                     |                                     |                                     |                                     |                                     |                                     |                                     |
| 34:17                               |                                          |                                     |                                     |                                     |                                     |                                     |                                     |                                     |                                     |

## Közreműködők
- Bob Macura – ének, basszusgitár
- Matláry Miklós – billentyűk
- Rusic Vladimir – gitár
- Gajda Ferenc – dob